# Monumentos aos partisans eslovenos

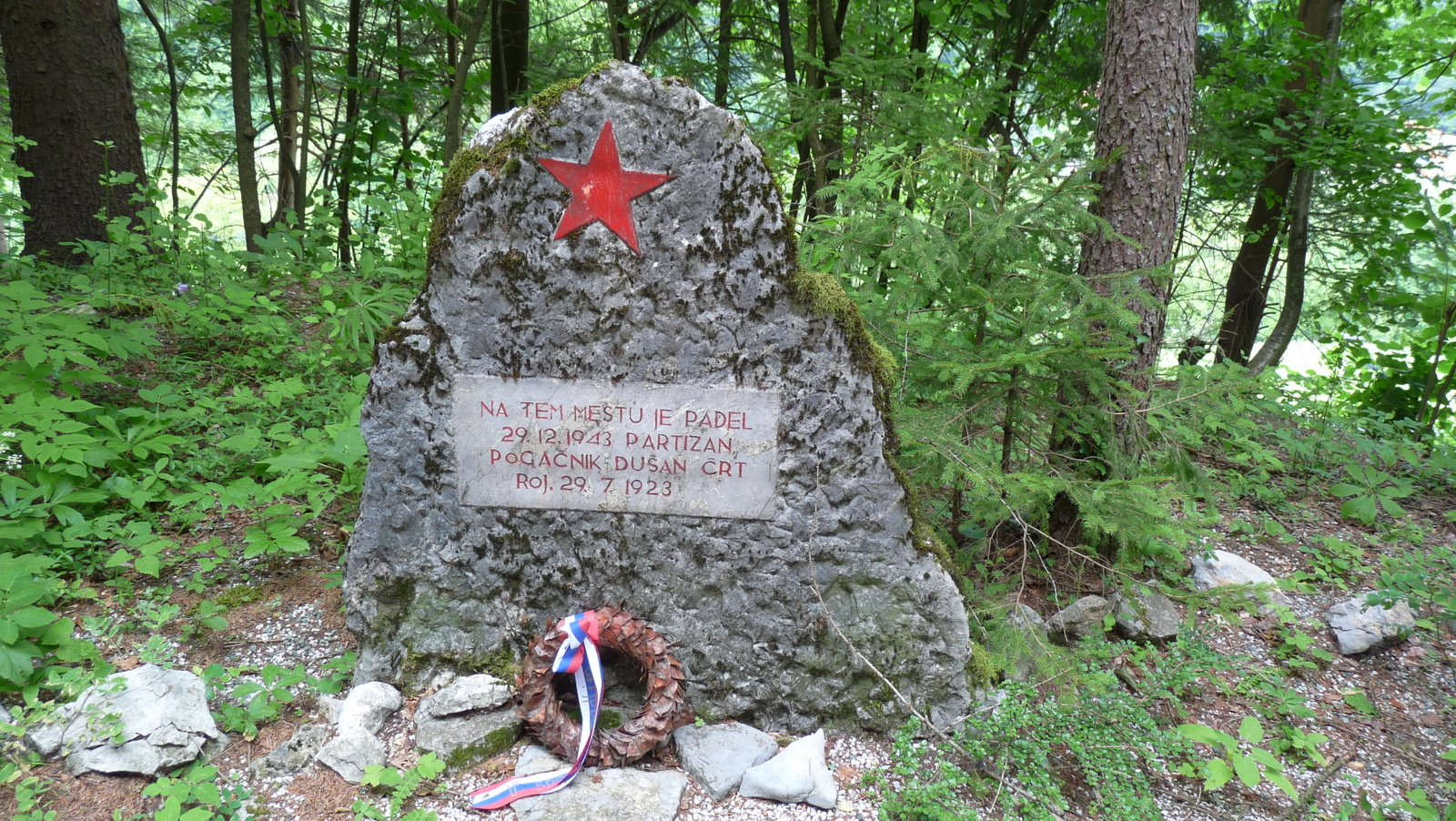
Monumento no local onde um guerrilheiro partisan foi morto

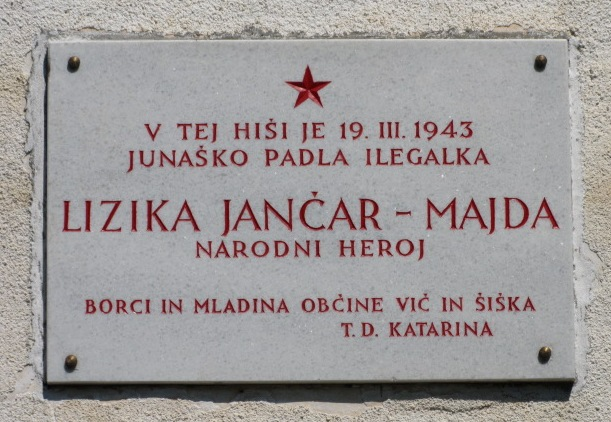
Placa comemorativa partisan na fachada de uma casa

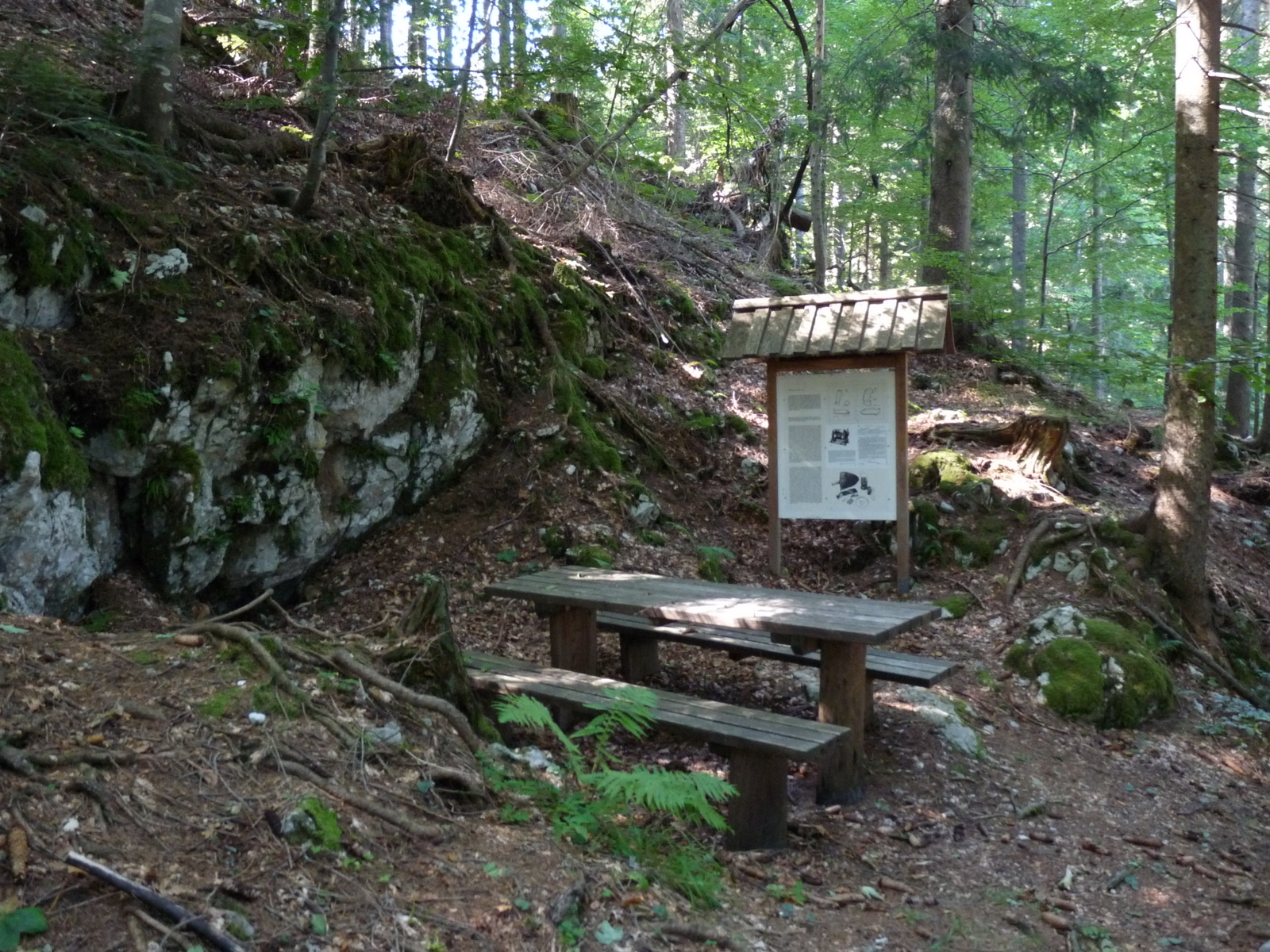
Placa de informações em frente à caverna no planalto de Jelovica, onde operava uma imprensa partisana ilegal

Monumentos aos partisans eslovenos é um termo comum para placas memoriais, obeliscos, monumentos e outras esculturas erguidas após a Segunda Guerra Mundial em memória de partisans falecidos e reféns assassinados. Eles marcam locais de batalha, campos de guerrilheiros, prisões e outros locais onde os ocupantes cometeram atrocidades, locais onde foram localizados hospitais e gráficas ilegais de guerrilheiros, onde os mensageiros da resistência cruzaram as vias de tráfego e nos locais onde ocorreram reuniões históricas e outros eventos importantes durante a guerra na Eslovênia.
Os monumentos partisanos fazem parte dos monumentos e memoriais da Segunda Guerra Mundial. Eles podem ser encontrados no território onde os combates partisanos ocorreram, mais frequentemente nos Bálcãs (ou seja, nos estados da ex- Iugoslávia) e na Albânia. Apresentam uma especificidade cultural histórica da área.
Na Eslovênia, existem cerca de 6.000 monumentos partisanos, sendo que 2.700 deles estão registrados no registro nacional do patrimônio cultural esloveno (representando a maioria do total de 2.900 monumentos da Segunda Guerra Mundial na Eslovênia). As regiões mais frequentadas são Gorenjsko, a maior área de Liubliana, o Litoral e a Caríntia (também no território étnico esloveno além das fronteiras eslovenas). Eles foram erguidos para várias ocasiões comemorativas por organizações locais de veteranos de guerra, juntamente com comunidades e associações locais.
Entre os monumentos partisans, as lápides, onde os corpos dos partisans mortos em combate foram transportados após a guerra, também estão listados. Os dados sobre a morte são acompanhados pela palavra padel "caído" ou ustreljen "por tiro". Os nomes das vítimas da Segunda Guerra Mundial que foram executadas por guerrilheiros acusados de colaboração com os ocupantes alemão e italiano e os nomes dos soldados eslovenos mobilizados para o exército alemão estão listados nas placas memoriais paroquiais erguidas em torno das igrejas após 1990.
Os memoriais partisans são frequentemente reconhecidos por estrelas de cinco pontas; sendo que em algumas lápides há concomitantemente uma estrela e uma cruz juntas. Há placas comemorativas afixadas em diverso locais tais quais as casas dos primeiros guerrilheiros de 1941, nas de onde estes partiram para a mata para se juntar à resistência armada, nos locais onde foram mortos, nos cemitérios, nas praças das cidades ou nos parques memoriais, fachadas de fábricas, corpo de bombeiros e edifícios municipais. Em ruínas de casas incendiadas, hospitais e gráficas ilegais da guerrilha, placas informativas substituem tais placas memoriais.
Cerca de 4% de todos os monumentos partisans foram destruídos devido a vandalismos politicamente motivados, sendo roubados e vendidos como sucata ou porque os edifícios onde estavam afixados foram demolidos. Alguns foram renovados, realocados ou depositados em museus locais.

## Galeria

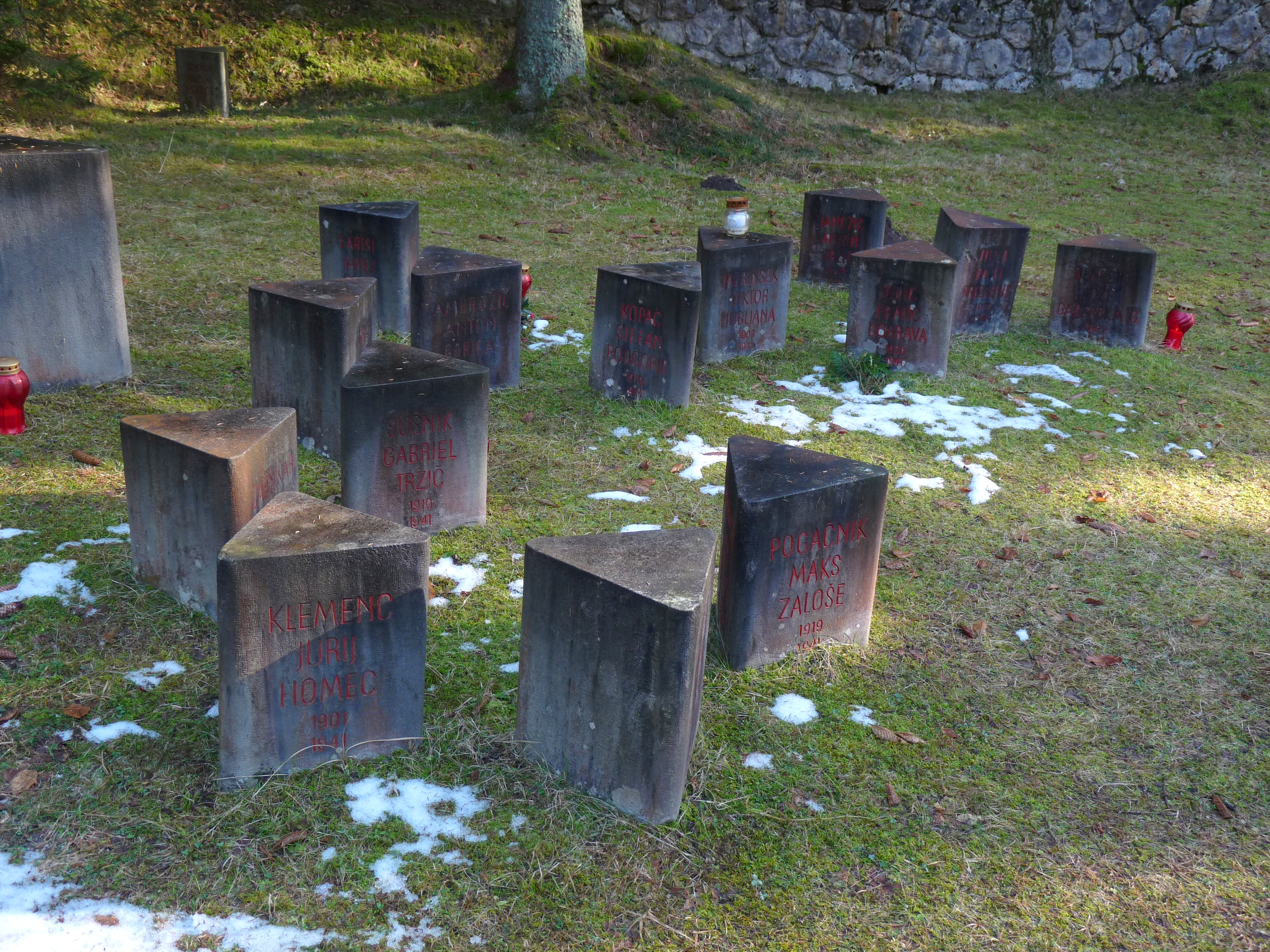
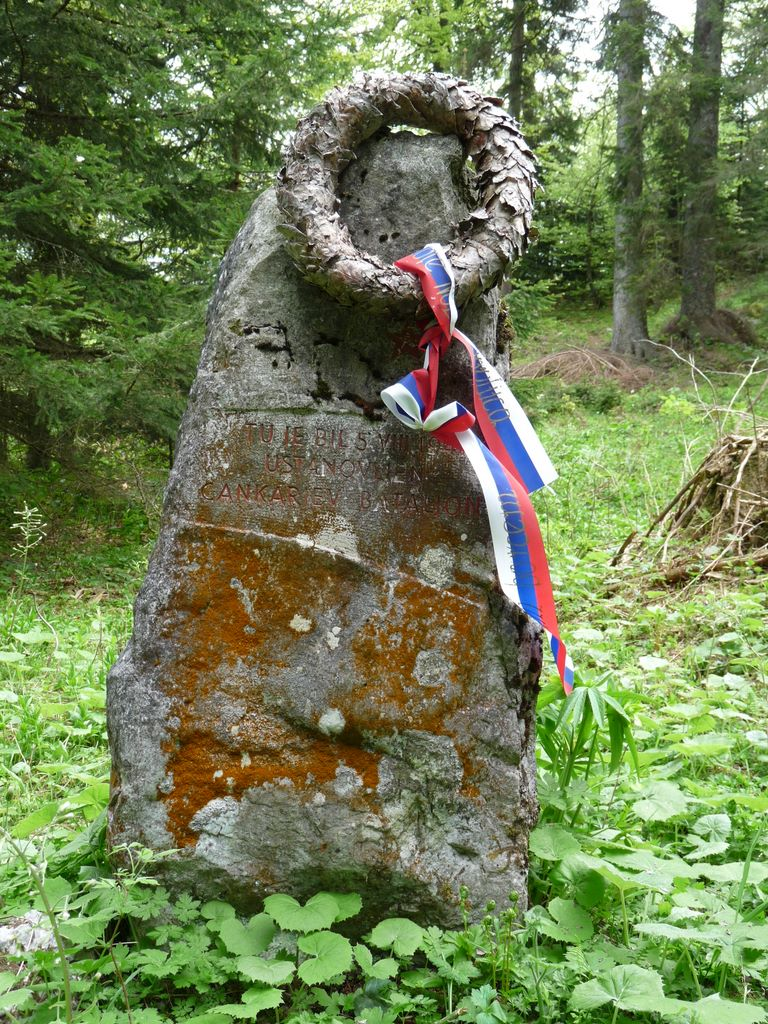
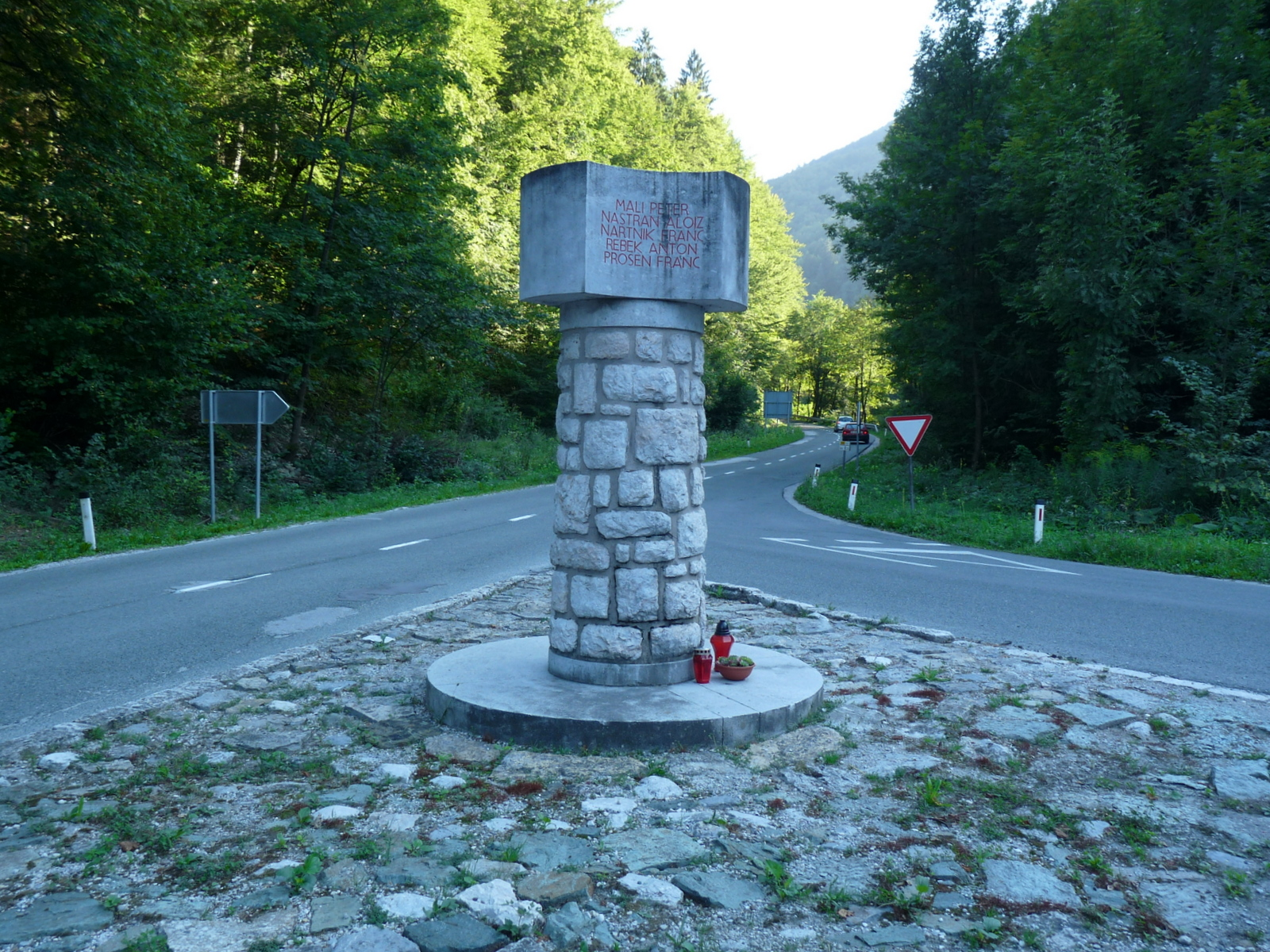
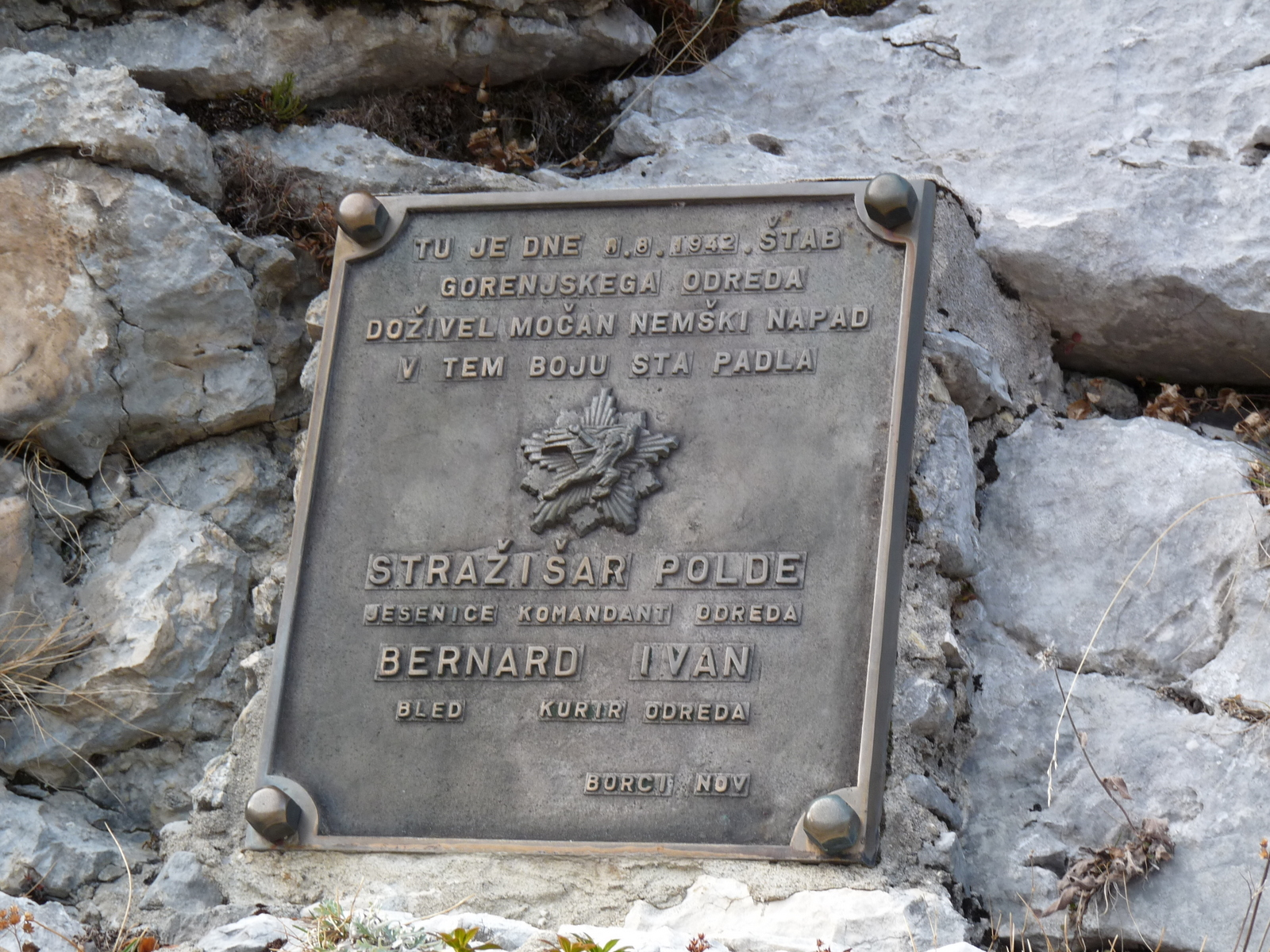
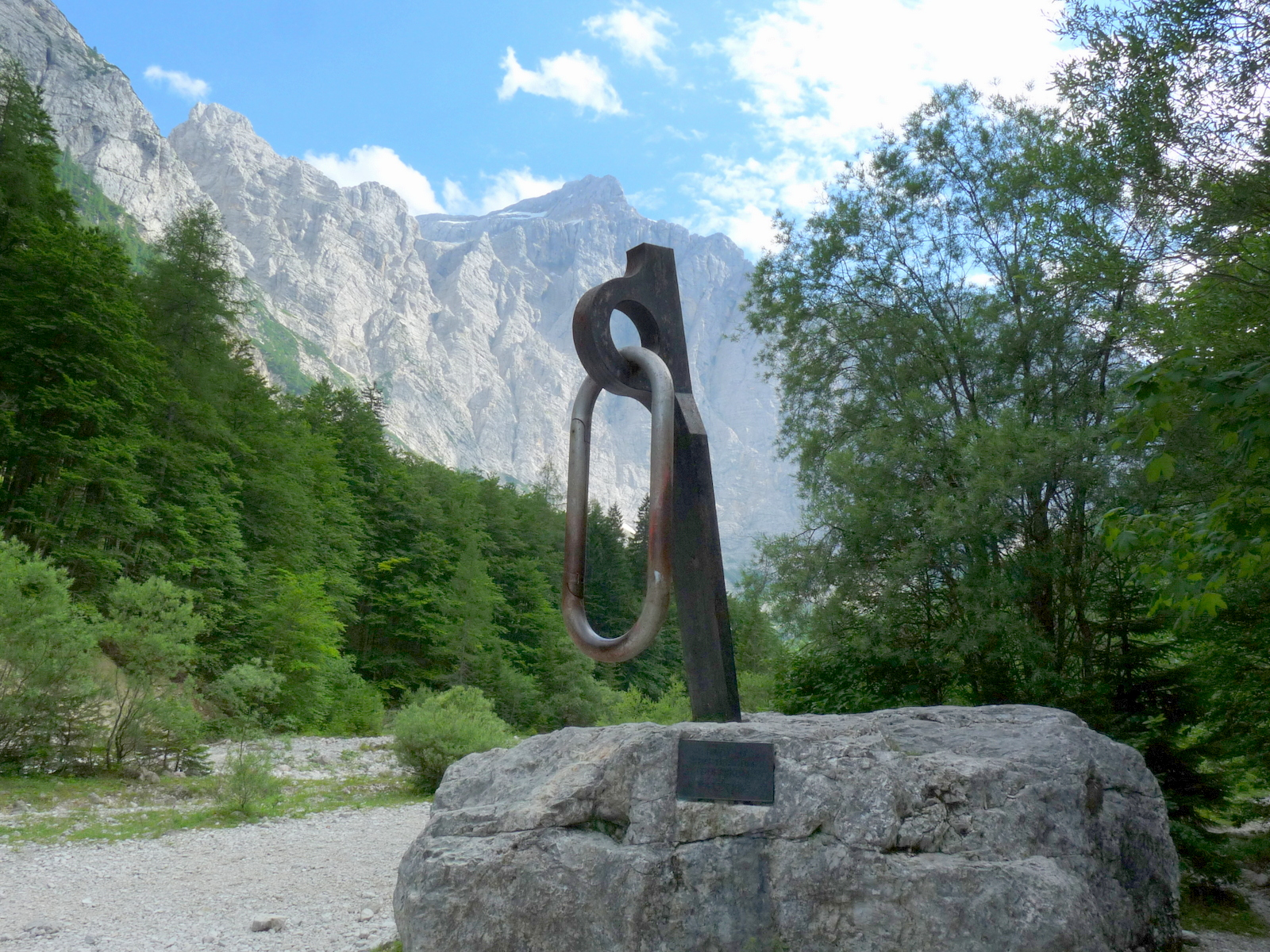
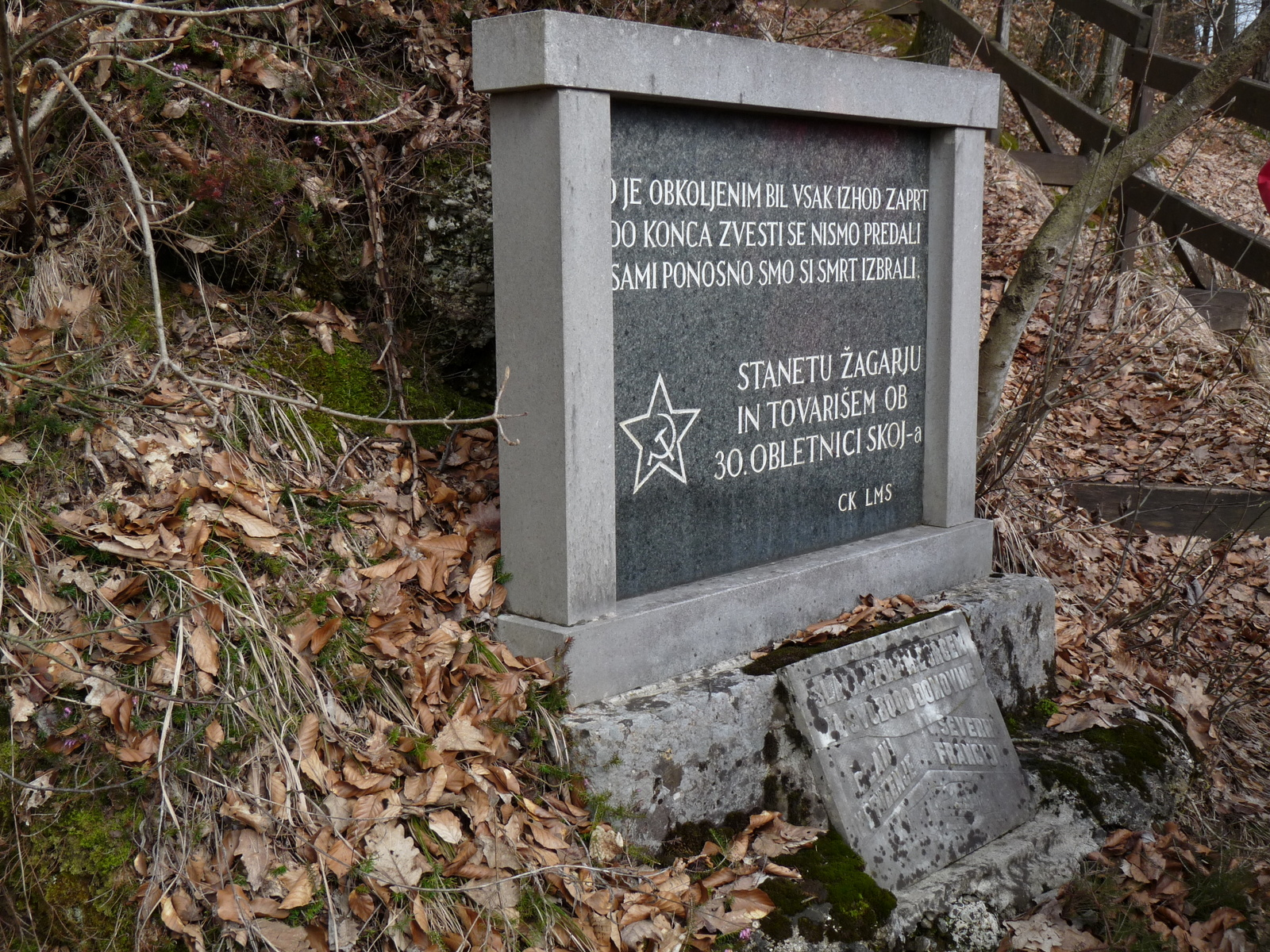
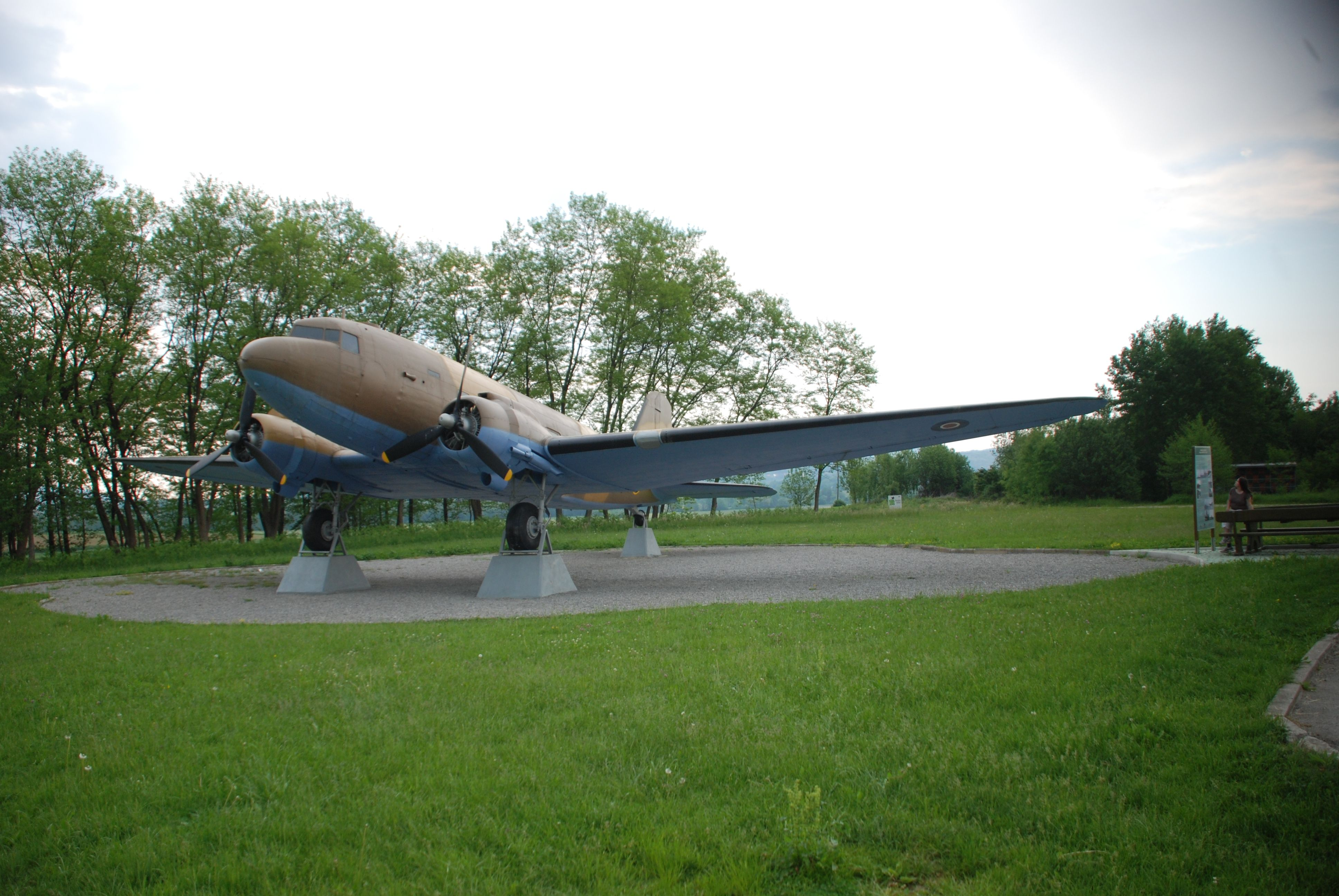